# Club Alianza Universidad
Maillots
Actualités
Dernière mise à jour : 13 août 2025.
L'Alianza Universidad est un club péruvien de football basé à Huánuco.

## Histoire
Le club est fondé en 1939 sous le nom du Club Social Deportivo Alianza Huánuco et a l'occasion de jouer au plus haut niveau péruvien en 1991, dans le Campeonato Regional Centro du Torneo  Descentralizado, mais est rapidement éliminé par la suite. Il retourne dans sa ligue régionale dès la saison suivante.
En 2004, le club fusionne avec l'Universidad de Huánuco et prend le nom de Club Deportivo Social y Cultural Alianza Universidad de Huánuco.
En 2011, en Copa Perú (D3), le club atteint la phase finale mais est éliminé en demi-finales par le Real Garcilaso. En 2012, il est invité à participer à la Segunda División, la deuxième division du Pérou. Le club y séjourne cinq années sans pouvoir atteindre la promotion en D1 et décide en 2017 de revenir à la Copa Perú.
En 2018, le club atteint la finale de la Copa Perú et obtient son ascension au championnat 2019 lors d'un barrage de promotion avec trois autres équipes.
Grand artisan des succès du club à la fin des années 2010, l'entraîneur Rony Revollar présente sa démission au lendemain d'une défaite 1-4 face à l'Unión Comercio (club de D2), le 10 juin 2021, lors de la Copa Bicentenario. Il est aussitôt remplacé par Julio César Uribe, ancienne gloire du football péruvien des années 1980. Cependant ce changement ne produit pas les effets escomptés et le club descend en 2e division au terme d'une très mauvaise saison qui le voit finir bon dernier du championnat 2021.

## Résultats sportifs

### Palmarès
| Compétitions nationales           | Compétitions régionales                                                                               |
| - Copa Perú : - Finaliste : 2018. | - Ligue de la région de Huánuco (8) : - Vainqueur : 1989, 2004, 2008, 2009, 2010, 2011, 2017 et 2018. |

### Bilan et records
- Saisons au sein du championnat du Pérou : 4 (1991 / 2019-2021).
- Saisons au sein du championnat du Pérou D2 : 7 (2012-2016 / 2022-).
- Plus large victoire obtenue en compétition officielle : 
  - Unión Bambamarca 0:11 Alianza Universidad (Copa Perú 2009)[6].
- Plus large défaite concédée en compétition officielle : 
  - Deportivo Binacional 7:0 Alianza Universidad (championnat 2019)[7].

## Personnalités historiques de l'Alianza Universidad

### Joueurs

#### Grands noms
- Jesús Reyes Guadalupe
  - Meilleur buteur de l'histoire du club (40 buts en 74 matchs)[8].
  - Meilleur buteur de 2e division péruvienne en 2012 et 2013 avec 12 et 13 buts, respectivement.

### Entraîneurs
Parmi les entraîneurs marquants du club figure Rony Revollar (en), finaliste de la Copa Perú en 2018.
| - César Chacón Valdiviezo (2004-2007) - Jhon Barrueta (2008) - César Chacón Valdiviezo (2009-2010) - Mifflin Bermúdez (2010-2012) - Lisandro Barbarán (2013) - Mifflin Bermúdez (2014) | - Aldo Cavero (2014) - José Soto (2015) - Mifflin Bermúdez (2016-2017) - Rony Revollar (en) (2017-2021) - Julio César Uribe (2021) - Paul Cominges (2022-2025) - Mifflin Bermúdez (2025) - Roberto Mosquera (depuis 2025) |

## Culture populaire

### Rivalités
L'Alianza Universidad entretient une rivalité avec l'autre club de la ville, le León de Huánuco, derby connu sous le nom du Clásico Huanuqueño.